# Coelorinchus quadricristatus
Coelorinchus quadricristatus is een straalvinnige vissensoort uit de familie van rattenstaarten (Macrouridae). De wetenschappelijke naam van de soort is voor het eerst geldig gepubliceerd in 1891 door Alcock.